# Eternal Endless Infinity
Albums de Visions of Atlantis
Cast Away
(2004)
Eternal Endless Infinity est le premier album du groupe de power metal symphonique Visions of Atlantis et est sorti en 2002. Une nouvelle édition est sortie le 29 novembre 2004 contenant 3 morceaux bonus appartenant à leur démo "Morning in Atlantis". 

## Pistes
Toutes les paroles sont de Chris Kamper. Toute la musique par Visions of Atlantis. 
| No  | Titre                 | Durée |
| --- | --------------------- | ----- |
| 1.  | Intro                 | 0:17  |
| 2.  | Lovebearing Storm     | 5:24  |
| 3.  | Silence               | 5:06  |
| 4.  | Mermaid's Wintertale  | 3:11  |
| 5.  | Lords of the Sea      | 5:06  |
| 6.  | Seduced Like Magic    | 4:57  |
| 7.  | Eclipse               | 6:18  |
| 8.  | The Quest             | 5:38  |
| 9.  | Chasing the Light     | 4:33  |
| 10. | Atlantis, Farewell... | 3:42  |

| 11. | Lovebearing Storm (original version)    | 6:56 |
| 12. | Mermaid's Wintertale (original version) | 3:28 |
| 13. | Seduced Like Magic (original version)   | 6:10 |

## Membre
Membres du groupe
- Nicole Bogner - chant
- Christian Stani - chant
- Werner Fiedler - guitares
- Chris Kamper - synthétiseur
- Mike Koren - guitares basses
- Thomas Caser - batterie

Production
- Jörg Rainer Friede - producteur, ingénieur, mixage
- Thomas Caser - conception du livret
- Torsten Wördemann - ingénieur

### Incohérence du livret
Le livret de la version originale de 2002 de GOI Music contient les photos originales du groupe faites pour l'album et Christian Stani est mentionné et représenté correctement en tant que chanteur masculin. La réédition 2004 de Napalm Records contient des images du groupe qui correspondent aux images du groupe utilisées pour le livret du deuxième album 'Cast Away ', qui est sorti en 2003. Ce livret mentionne et dépeint incorrectement Mario Plank, le deuxième chanteur de Visions of Atlantis, en tant que chanteur de l'album, ce qui ne peut être possible car les chansons des deux éditions sonnent de la même manière et Mario Plank vient de rejoindre le groupe après le départ de Christian Stani en 2003.